# N.H.K. ni Yōkoso!

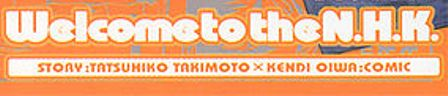
Logotipo da NHK da capa do primeiro volume do mangá.

Bem-vindo à N.H.K. (japonês: N・H・Kにようこそ!, Hepburn: N.H.K. ni Yōkoso!) é um romance de Tatsuhiko Takimoto que foi adaptado em um mangá e numa série de anime. Na realidade NHK se refere a emissora de tv Nippon Hōsō Kyōkai, mas dentro da série se refere a Nippon Hikikomori Kyokai algo como "Associação Japonesa dos Hikikomori", uma reivindicação do protagonista de uma conspiração feita pela NHK(emissora) para criar NHK(grupo do hikikomori). O tema principal é sobre a vida de um hikikomori, mas também explora muitos outros subtemas japoneses como otaku, lolicon e suicídio na Internet.

## Enredo
A história se centraliza em Tatsuhiro Satō, um jovem de 22 anos, desempregado, solitário, e depressivo que abandonou a faculdade. Acreditando fazer parte de uma conspiração, ele leva uma vida de hikikomori, vivendo há anos exclusivamente no seu quarto e sendo sustentado pelos pais. Satō acaba conhecendo Misaki Nakahara, uma garota misteriosa que promete ajudá-lo a deixar de ser um hikikomori. Pouco depois, ele descobre que o seu vizinho de quarto é um ex-colega do colégio, Yamazaki Kaoru, a quem frequentemente recorre em momentos de necessidade, e que apesar do seu comportamento distinto é um dos personagens mais estáveis da história.

## Personagens
- Tatsuhiro Satō (佐藤達広)

É o protagonista da história, que aos 22 anos, abandonou a Universidade Heisei Bunka, é um hikikomori e NEET. Acredita que o fato de estar desempregado é trabalho de uma conspiração da NHK(emissora) que deseja criar um NHK(grupo de hikikomori) do qual Satō faria parte. Vive no seu apartamento alugado, sustentado por seus pais. Sob a influência do seu vizinho, Kaoru Yamazaki, acabou se transformando em um otaku, lolicon e frequentemente ajuda Yamazaki na criação de um ero-game.
- Misaki Nakahara (中原岬)

Uma garota misteriosa que diz ser uma voluntária de um projeto para ajudar hikikomoris como Satō. Convenceu Tatsuhiro a assinar um contrato o qual o obriga a frequentar as reuniões de aconselhamentos, caso o acordo seja quebrado Satō teria que pagar uma multa de um milhão de ienes para Misaki.
- Kaoru Yamazaki (山崎 薫)

Um otaku que conheceu Satō no colégio, por coincidência acabaram se tornando vizinhos. Yamazaki tem a ideia de fazer um ero-game e para isso pede ajuda a Satō, que o ajuda com o enredo do jogo. Também é ao Yamazaki a quem Tatsuhiro recorre em momentos de desespero.
- Hitomi Kashiwa (柏 瞳)

Senpai de Satō no colégio. Apesar da boa aparência, de ter um emprego e um relacionamento estável, é sempre pessimista e desiludida com a vida. Adepta de teorias da conspiração, foi ela quem iniciou Satô ao tema durante as suas longas conversas nos tempos de escola. É funcionária pública e devido ao stress desenvolveu dependência por medicamentos psiquiátricos.
- Megumi Kobayashi (小林)

Colega de Tatsuhiro na época de escola, foi a representante de classe na época. Eles se encontram com frequência em mangá, mas nenhum deles percebe a existência um do outro até mais tarde. Depois que o seu pai morreu, ela tinha que trabalhar para sustentar a ela e o seu irmão, que também é um hikikomori, mas acabou presa num escuso esquema de pirâmide. Na escola, ela tinha uma personalidade muito nervosa sobre a qual Tatsuhiro comentou diretamente. Após o colegial, ela retém muito dessa personalidade, embora também tenha se tornado um tanto manipulativa a fim de sobreviver.

## Livro
O romance foi publicado em 28 de janeiro de 2002, tendo a sua capa desenhada por Yoshitoshi ABe, mesmo desenhista de Serial Experiments Lain. Uma segunda edição foi publicada em 2006.
De acordo com o autor Tatsuhiko Takimoto a ideia da história veio em uma noite a qual estava sem inspiração. Ele ligou para seu amigo Yūya Satō que também é romancista, e falou "Amanhã tem uma conferência em Kadokawa Shoten, mas eu não consigo pensar em história alguma, por favor pense em algo." e com isso os dois ficaram em um restaurante a meia-noite até que eles pensaram em Bem-vindo à N.H.K.!.

##### Rebuild
Em 16 de maio de 2021, o autor lançou uma continuação denominada "Rebuild of Welcome to the NHK" (Reconstrução do Bem-vindo à N.H.K!, em português) como parte da compilação ELITES vol.3, que apesar de ser considerada uma continuação, reconta a história sob uma nova perspetiva, com contexto e detalhes da história atualizados para a atualidade. A continuação, sob uma ação especial do autor para lançar a obra em diversas línguas de forma independente, começou a ser lançada em português no dia 1.º de setembro de 2022, com tradução de Raphael Sampaio Oliveira Antonio e projeto gráfico de Yu/Mawariwork.

## Mangá
De Kenji Oiwa, o mangá foi premiado pela Shonen Ace em 24 de junho de 2004. A versão do mangá diverge um pouco da versão original no decorrer do enredo.
Em novembro de 2005, a quarta edição limitada do mangá foi publicado com uma bonequinha de Misaki, fazendo alavancar as vendas, e ficando em terceiro lugar na classificação de vendas da versão japonesa do site Amazon. A sexta edição limitada do mangá inclui um jogo bishōjo chamado Shinjitsu no Sekai. O jogo foi criado pela CIRCUS e teveTatsuhiko Takimoto como autor, e Kendi Oiwa responsável pela criação dos personagens.
A versão do mangá é considerada bem sucedida, tendo vendido 1.200.000 cópias em maio de 2006.
Em janeiro de 2011, a Panini comics anunciou lançar o mangá no Brasil.

## Anime
O anime de Bem-vindo à N.H.K.! começou a ser exibido em 9 de julho de 2006, e teve seu termino em 17 de dezembro de 2006. A série conta com 24 episódios com média de duração de 23 minutos cada.

### Músicas
Abertura
1. Puzzle - ROUND TABLE feat. Nino (episódios 1 ao 12)
2. Puzzle -extra hot mix- - ROUND TABLE feat. Nino (episódios 13 ao 24)

Encerramento
1. Odoru Akachan Ningen - Kenji Otsuki e Fumihiko Kitsutaka (episódios 1 ao 12)
2. Modokashii Sekai no Ue de - Yui Makino (episódios 13 ao 24)